# August Twesten
August Detlev Christian Twesten (Glückstadt, 11 aprile 1789 – Berlino, 8 gennaio 1876) è stato un teologo tedesco.

## Biografia
Studiò all'Università di Kiel e, per un periodo, lavorò come insegnante presso il ginnasio di Berlino. Nel 1814 tornò a Kiel come professore associato di filosofia e teologia. Nel 1835 succedette a Friedrich Schleiermacher all'Università di Berlino e nel 1850 divenne membro del supremo consiglio ecclesiastico della United Evangelical Church.

## Opere
- Vorlesungen über die Dogmatik der evangelisch-lutherischen Kirche (2 vol., 1826–37).
- Grundriss der analytischen Logik (Kiel, 1834).
- Friedrich Schleiermachers Grundriss der philosophischen Ethik (1841).